# Ion Gheorghe Maurer
Ion Gheorghe Iosif Maurer (Bucarest, 23 de septiembre de 1902 – Ibidem, 8 de febrero de 2000) fue un abogado y político comunista rumano, quién llegó a ser Presidente de Rumania (1958-1961) y posteriormente Primer ministro (1961-1974).

## Biografía
Nació en Bucarest, de padre alsaciano de ascendencia alemana y una madre rumana. Finalizó sus estudios en leyes y se hizo abogado, defendiendo en tribunales a miembros de movimientos izquierdistas y antifascistas. Ocasionalmente, como los acusados en el Juicio de Craiova de 1936 del Partido Comunista Rumano (PCR), que incluían a Ana Pauker, Alexandru Drăghici, y Alexandru Moghioroș,  asistió Lucrețiu Pătrășcanu).
Antes de 1937, fue miembro activo del Partido Radical Campesino, formado por Grigore Iunian como grupo disidente del Partido Nacional Campesino; sin embargo,  ya para entonces era militante del ilegal Partido Comunista y miembro activo de la sección Agitprop.
Entre 1942 y 1943, durante la Segunda Guerra Mundial  fue encarcelado por su actividad política (notablemente, en el campamento en Târgu Jiu), y, como miembro de un grupo paramilitar, jugó un papel secundario en los acontecimientos del 23 de agosto de 1944, que llevó la caída del régimen de Ion Antonescu. Durante esta época, aunque está presente entre los pocos líderes activos del Partido en torno al secretario general Ștefan Foriș,  se convirtió en partidario de la facción Gheorghe Gheorghiu-Dej (dominado por activistas encarcelados). En 1944,  apoyó a la deposición de Foriș, asistiendo Emil Bodnăraș y Gheorghiu-Dej.
Después de la guerra, Maurer se convirtió en miembro del Comité Central del Partido de los Trabajadores de Rumania (el nuevo nombre del PCR después de que se incorporada al Partido Socialdemócrata) y tomó varias cargos ministeriales en la nueva República Socialista de Rumania nuevo de Rumanía incluyendo ser subsecretario del Ministerio de Comunicaciones y Obras públicas del ministro Gheorghiu-Dej en el primer gobierno de Petru Groza. De 1946 a 1947, fue miembro de la delegación de Rumanía en la Conferencia de Paz de París (al mando de Gheorghe Tătărescu) y fue brevemente empleado para Ana Pauker en el Ministerio de Extranjería, antes de que fuese despedido por tener un nivel insastifactorio de convicción política. Fue retirado de la primera línea , trabajando para el Instituto de Investigación Jurídica.
Apoyó la política nacionalista de Gheorghiu-Dej, siendo finalmente Ministro de Asuntos Exteriores en 1957 (sucediendo a Grigore Preoteasa), manteniendo su cargo durante seis meses, y sirviendo en las delegaciones que establecen contactos más cercanos con República Popular de China durante la ruptura sino-soviética y un détente con Francia en 1959.

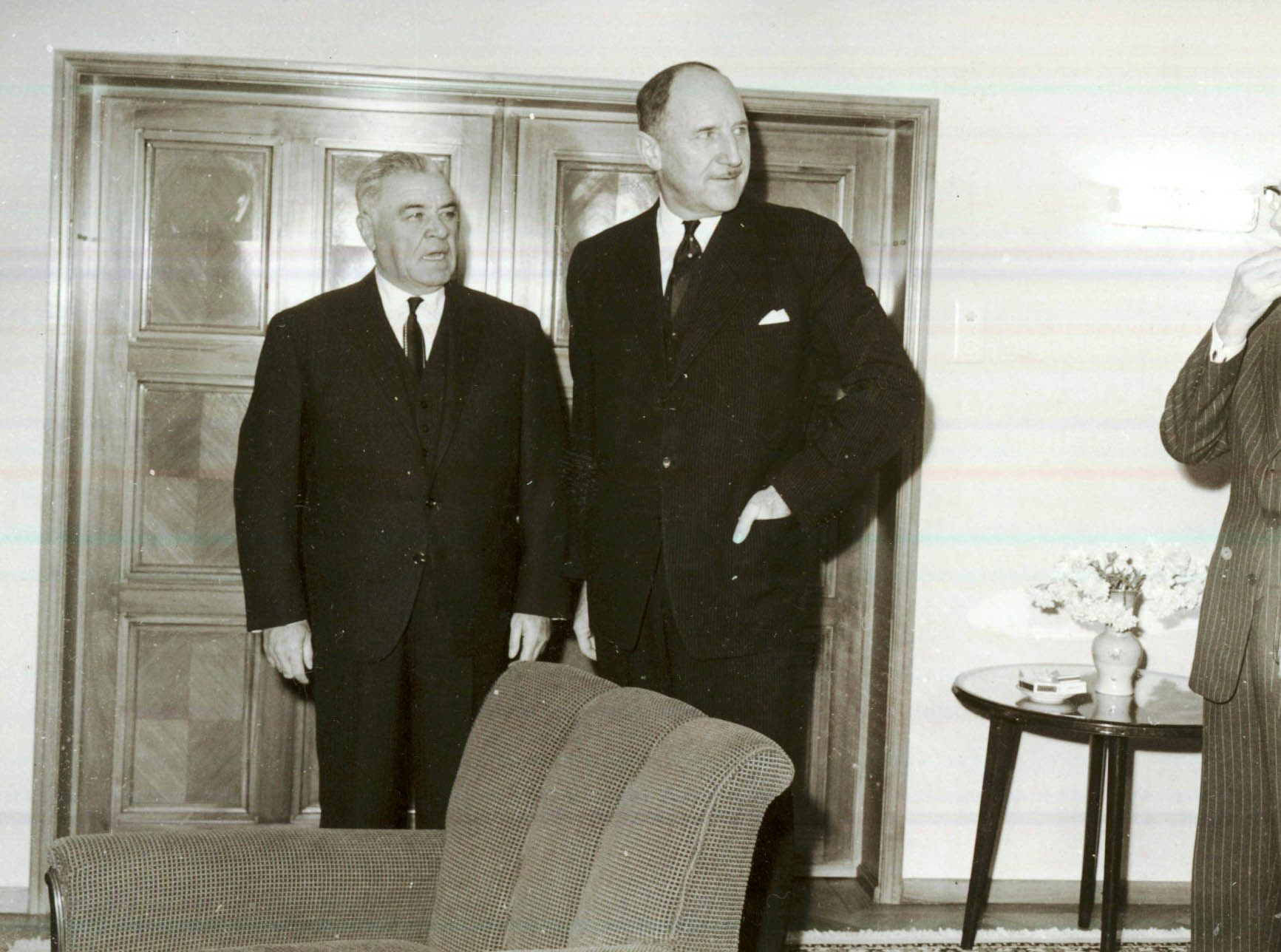
Ion Gheorghe Maurer y Joseph Luns en 1967

Considerado, de acuerdo con algunas afirmaciones, como Gheorghiu-Dej fue elegido sucesor, él fue Presidente de Rumania (Presidente del Presidium de la Gran Asamblea Nacional) de 1958 a 1961. Tomó el cargo anteriormente ocupado por Constantin Pîrvulescu en el Politburó, y luego reemplazado por Chivu Stoica como Primer ministro de Rumania en 1961. En este último cargo,  fue el destinatario de una carta en 1963 por el filósofo y activista británico Bertrand Russell, quién se declaró con las autoridades rumanas para liberar al prisionero Belu Zilber (víctima del conflicto entre la Jefatura del partido y Pătrășcanu, Zilber había sido un prisionero político durante 16 años por entonces). Maurer era también uno de los tres Presidentes interinos del Presidium de la Gran Asamblea Nacional (jefes de Estado) entre el 19 de marzo y el 24 de marzo de 1965.
Junto a Emil Bodnăraș, Maurer era un destacado miembro del Politburó en rechazo a las ambiciones de Gheorghe Apostol y, junto con Bodnăraș, ayudando a lo largo el establecimiento del régimen Nicolae Ceaușescu. Entre otros, Maurer ayudó a silenciar a la potencial oposición desde el interior del partido, tras la retirada de su apoyo hacia Corneliu Mănescu y dándole la bienvenida a las directivas de Ceaușescu, antes de ser él mismo criticado y marginado (al mismo tiempo como su colaborador Alexandru Bârlădeanu). Aunque fue pensionado en 1974,  todavía se presentaba en primera fila en la mayoría de las ceremonias del partido.
Miembro destacado del Nomenklatura a lo largo de su vida,  se hizo conocido para su conflicto latente con una inmensa mayoría de la jerarquía del PCR. Formó una inmensa fortuna y se hizo famoso por su lujoso estilo de vida. En 1989, Maurer apoyó inicialmente a Ceaușescu dirigiendo a los miembros del ya marginado PCR que tenían previsto declarar su oposición al régimen mediante la redacción de la llamada Carta de los Seis (Gheorghe Apostol, Alexandru Bârlădeanu, Silviu Brucan, Constantin Pîrvulescu, y Grigore Răceanu) de no contar con su ayuda en el proceso.
Falleció en Bucarest una década después de la Revolución rumana de 1989, dejando un hijo llamado Jean.